# Capture de Jeanne d'Arc par les Bourguignons
 (juin 2015).

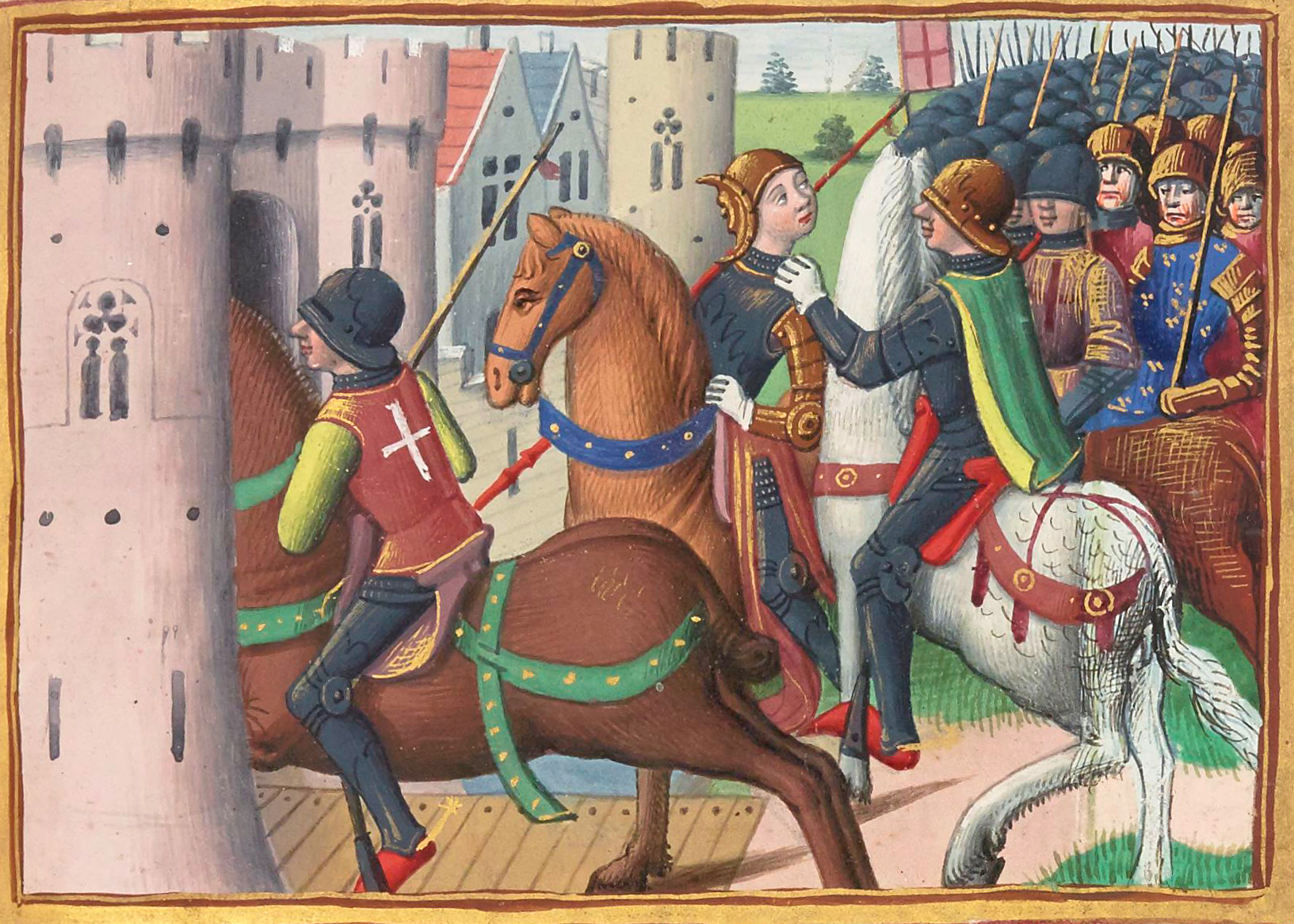
La prise de Jeanne d'Arc à Compiègne.
Enluminure ornant Les Vigiles de Charles VII de Martial d'Auvergne, fin du XVe siècle, Paris, BnF, département des manuscrits, Ms. Français 5054,, fin du XVe siècle.

La capture de Jeanne d'Arc par les Bourguignons a lieu durant le siège de Compiègne à Margny-lès-Compiègne le 23 mai 1430.

## Capture

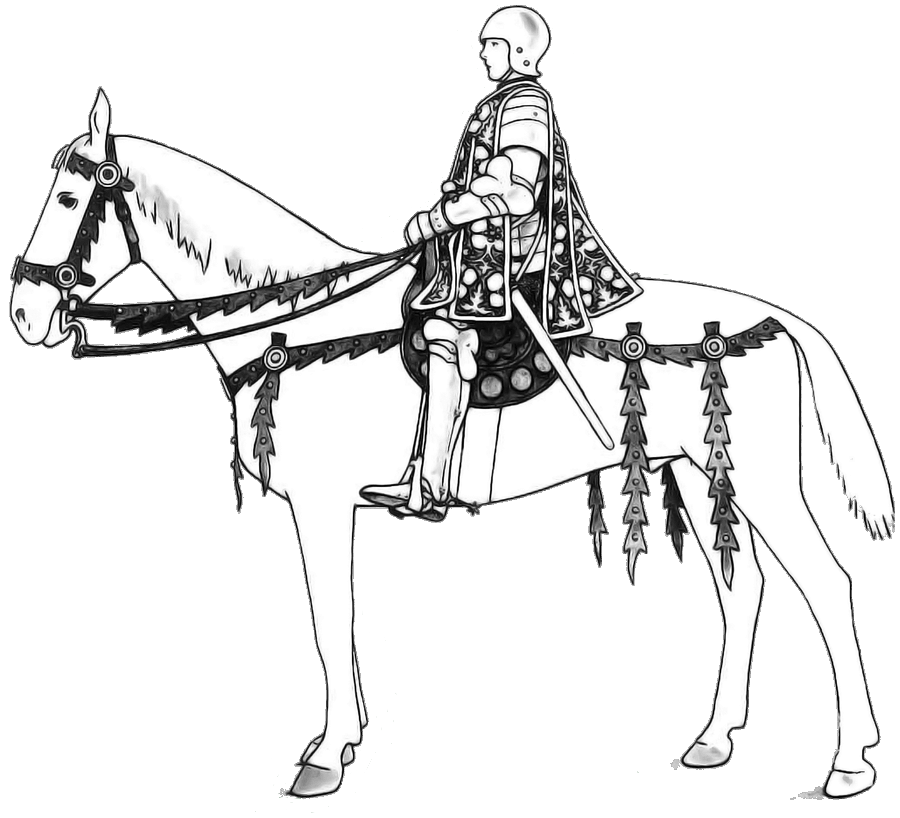
Jeanne d'Arc à la sortie de Compiègne,
le 23 mai 1430. Tentative de reconstitution d'Adrien Harmand, 1929.

Les Bourguignons installent leur camp à Margny-lès-Compiègne. Jeanne d'Arc forme un groupe composé de 500 hommes destiné à attaquer le camp bourguignon. 
Vers 20 heures en ce 23 mai 1430, Jeanne d'Arc sort de Compiègne à la tête de ce groupe d'hommes et attaque le camp bourguignon. Mais les Anglais réussissent à esquiver son attaque. Très vite, les Français voient le danger et se replient sur Compiègne. Auprès de Jeanne d'Arc, il ne reste plus que quelques hommes fidèles, parmi eux son frère Pierre d'Arc. Le tabard rouge (manteau porté sur l'armure) que porte Jeanne d'Arc représente un point de repère pour l'ennemi. Jeanne d'Arc combat tant qu'elle peut mais un archer (demeuré anonyme) parvient à l'agripper et à la faire choir de son cheval. La Pucelle est capturée par deux capitaines bouguignons, Guillaume, bâtard de Wandonne et très probablement Antoine de Bournonville. Ils appartiennent à « la compagnie et (...) l'hôtel » du seigneur bourguignon Jean de Luxembourg. Le bâtard de Wandonne emmène Jeanne d'Arc à Margny.
Philippe le Bon, duc de Bourgogne, vient visiter la prisonnière avant de décider de la confier à Jean de Luxembourg.
Pierre, le frère de Jeanne, fut également fait prisonnier.
Guillaume de Flavy sera accusé en 1455 d'avoir délibérément laissé capturer l'héroïne mais les historiens Jules Quicherat et Pierre Champion ont réfuté la thèse de la trahison.

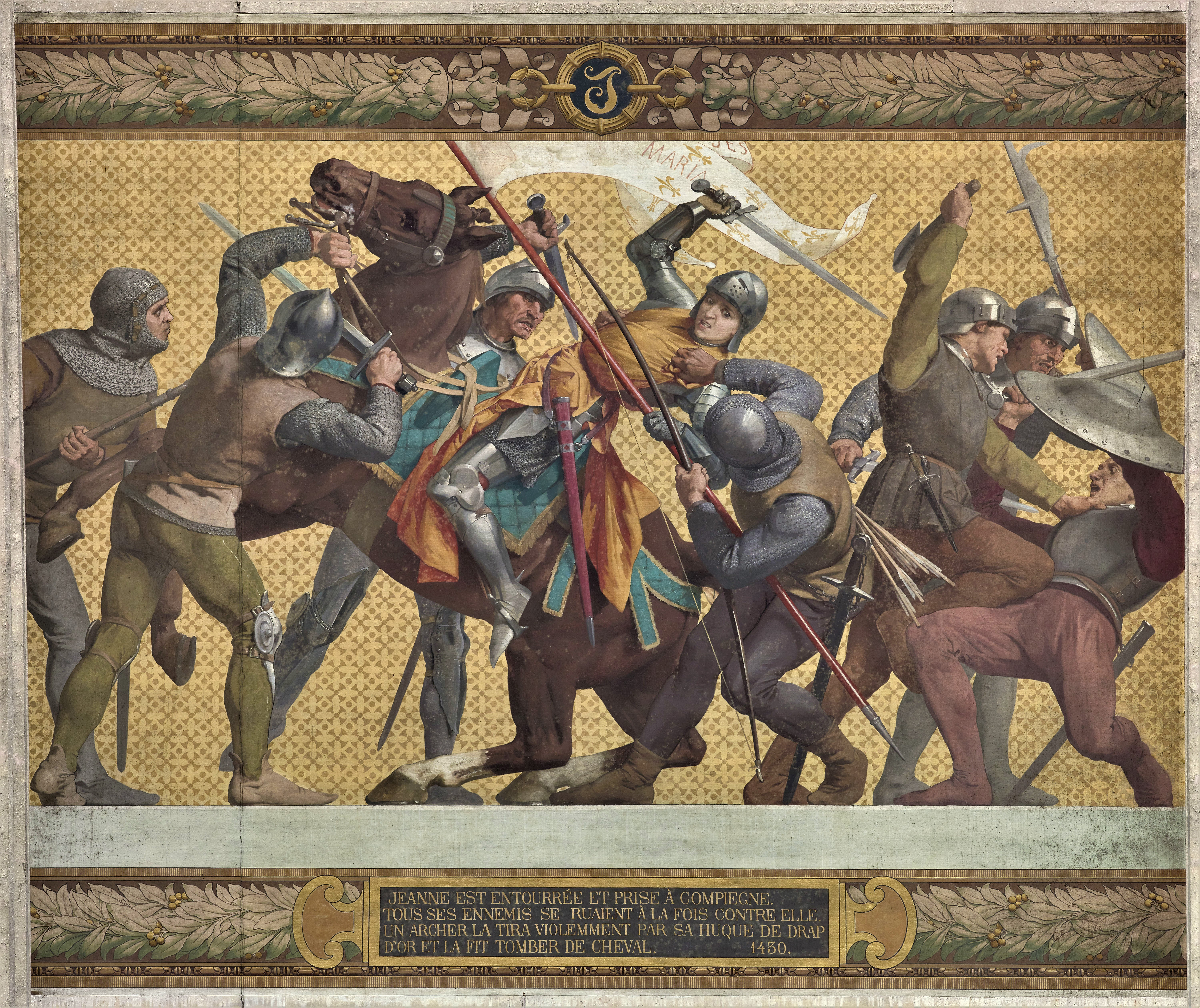
Jeanne d'Arc faite prisonnière à Compiègne. Fresque de Jules Lenepveu au Panthéon (1886-1890).
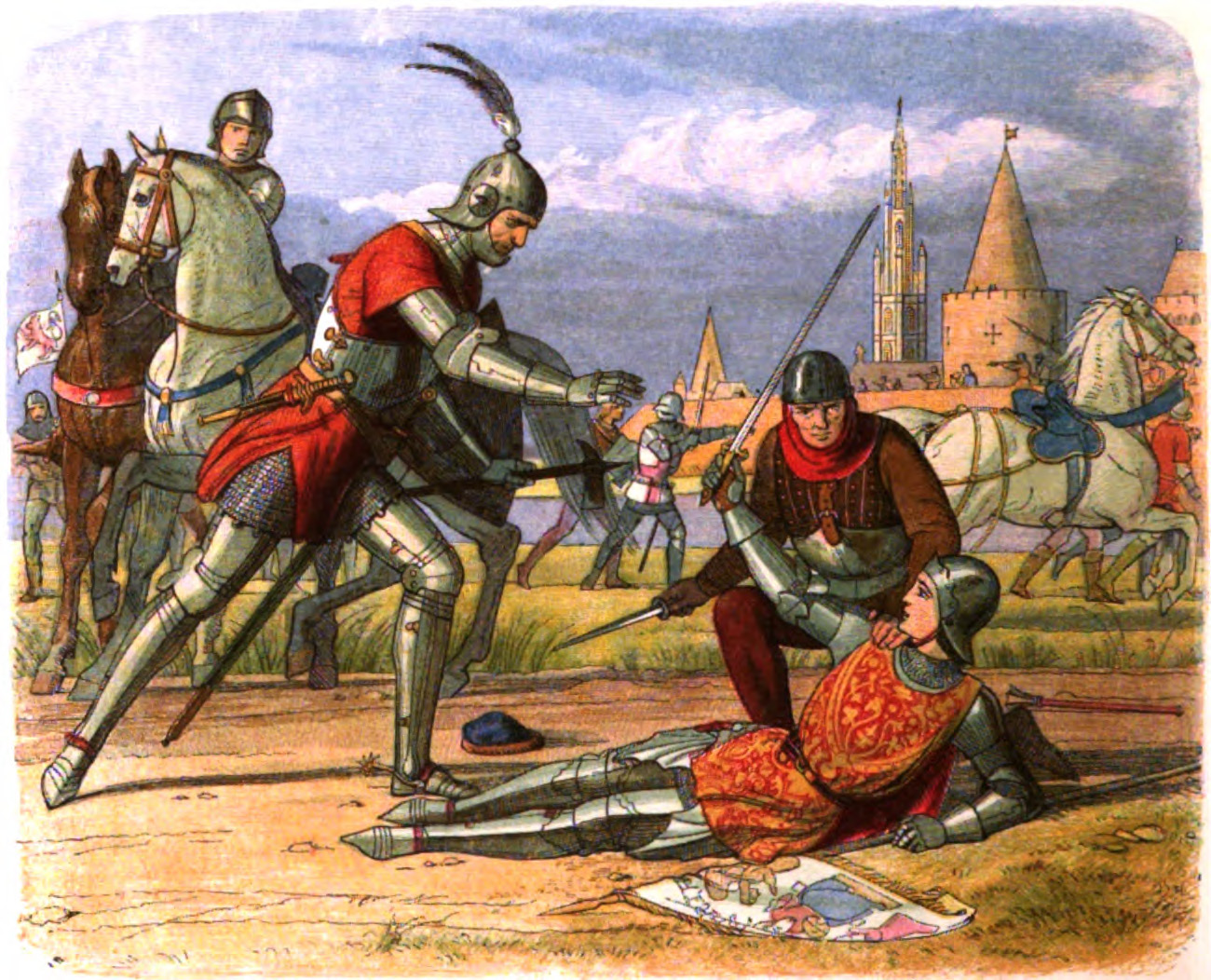
La capture de Jeanne d'Arc représentée dans une gravure britannique ornant l'ouvrage A Chronicle of England: B.C. 55 – A.D. 1485 (Londres, 1864).

## Trajet en captivité

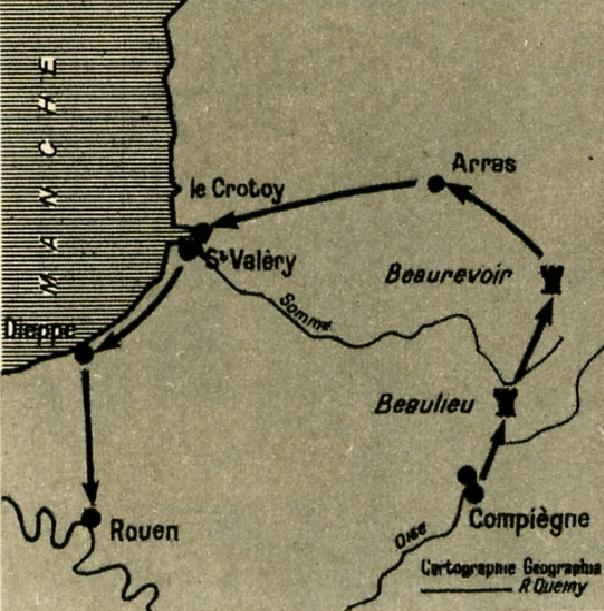
Parcours de Jeanne d'Arc en captivité

Jean de Luxembourg tient ses quartiers à Margny, village très proche de Compiègne, sur la rive droite de l'Oise. Jeanne y reste jusqu'au 28 mai, bien traitée.
Pour prévenir un éventuel coup de main des Français, elle est transférée au château de Beaulieu, situé à environ 35 km au Nord de Compiègne, entre les villes de Roye et Noyon, dans le territoire connu sous le nom de Vermandois dès le Haut Moyen Âge ; elle y fait sa première tentative d'évasion.
Il est alors décidé de la transférer loin de la zone des combats, environ 60 km encore plus au nord, au château de Beaurevoir, où elle se blesse sérieusement en tentant de s'évader une nouvelle fois.
Elle est vendue aux Anglais le 21 novembre 1430, pour dix mille livres, et confiée à Pierre Cauchon, évêque de Beauvais et allié des Anglais.
Elle est ensuite conduite à Arras, Drugy-lès-Saint-Riquier, Le Crotoy, Saint-Valery-sur-Somme, Eu, Dieppe et enfin Rouen où elle est étroitement enfermée dans une tour du château construit sur la colline de Bouvreuil.